# Umreth
Umreth (en guyaratí: ઉમરેઠ ) es una ciudad de la India en el distrito de Anand, estado de Guyarat.

## Geografía
Se encuentra a una altitud de 53 m s. n. m. a 101 km de la capital estatal, Gandhinagar, en la zona horaria UTC +5:30.

## Demografía
Según estimación 2011 contaba con una población de 33 285 habitantes.